# 罗马尼亚社群党
罗马尼亚社群党（羅馬尼亞語：Partidul Comunitar din România，缩写为PCDR）是罗马尼亚的一个已不存在的社群主义政党。2010年，罗马尼亚共产党重组委员会成立；2012年，该党向官方提交以“罗马尼亚共产党”的名义注册的申请；2013年2月21日，该党领导人宣称其申请被布加勒斯特法院拒绝；2015年，该党最终以“罗马尼亚社群党”的名义注册，并删除党的文件中所有涉及共产主义的内容。2022年，该党解散。该党曾自称为历史上的罗马尼亚共产党的继承者，并攻击社会主义联盟党为假冒的共产党。